# Bent’s Old Fort National Historic Site

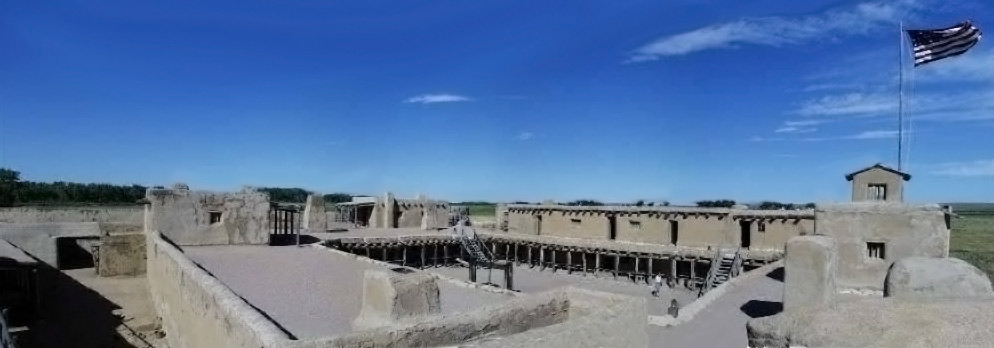
Bent's Old Fort National Historic Site

Bent’s Old Fort National Historic Site – historyczny obszar chroniony w hrabstwie Otero w amerykańskim stanie Kolorado. Na jego terenie znajdują się nieliczne pozostałości i rekonstrukcja XIX-wiecznego fortu.
Fort został wybudowany w 1833 roku przez braci Williama i Charlesa Bentów. Przez 16 lat służył jako miejsce handlu z Indianami. Był to jedyna większa stała osada zamieszkana przez białych na szlaku Santa Fe. W 1846 roku podczas wojny amerykańsko-meksykańskiej fort był miejscem organizowania się armii amerykańskiej. W 1849 roku, w nie do końca wyjaśnionych okolicznościach, fort został zniszczony i opuszczony.
W 1976 roku na podstawie badań archeologicznych oraz z wykorzystaniem oryginalnych szkiców, obrazów i pamiętników fort został odrestaurowany. Obecnie jest atrakcją turystyczną i znajduje się pod zarządem National Park Service.